# Cirsium spicatum
Cirsium spicatum är en tvåhjärtbladiga växtart som först beskrevs av Carl Maximowicz, och fick sitt nu gällande namn av Jinzô Matsumura. Cirsium spicatum ingår i släktet tistlar, och familjen korgblommiga. Inga underarter finns listade i Catalogue of Life.